# Falling in Love (песня 2NE1)
«Falling in Love» — сингл корейской поп-группы 2NE1, изданный 8 июля 2013 года.

## Информация о песне
«Falling in Love» стилистически относится к жанру K-pop и содержит элементы регги, электроники и хип-хопа.
Отрывок «Falling in Love» был представлен во время телешоу SBS Inkigayo 8 июня 2012 года. Название песни и промофото спустя год. Изначально премьера сингла должна была состояться 7 июля 2013 года на SBS Inkigayo, но шоу отменили из-за катастрофы с самолётом Asiana Airlines. Дебют композиции состоялся на шоу M! Countdown 11 июля.
Видеоклип был выложен на официальном канале группы на YouTube 7 июля 2013 года The video reached more than one million views in less than a day..

## Список композиций
| №                   | Название            | Текст песни          | Музыка              | Длительность |
| ------------------- | ------------------- | -------------------- | ------------------- | ------------ |
| 1.                  | «Falling in Love»   | Teddy Park, Choice37 | Teddy Park          | 3:46         |
| Общая длительность: | Общая длительность: | Общая длительность:  | Общая длительность: | 3:46         |

## Чарты
Песня дебютировала на первом месте основных корейских чартов, в том числе Mnet, Melon, Olleh, Soribada, Bugs, Daum, Naver, Cyworld и Monkey3. «Falling in Love» добралась до 2 места в хит-параде Korea K-Pop Hot 100 и до 1 строки в Gaon Chart.
| Чарт                          | Наивысшая позиция |
| ----------------------------- | ----------------- |
| Gaon Singles Chart            | 1                 |
| Gaon Streaming Singles chart  | 3                 |
| Gaon Download Singles chart   | 1                 |
| Billboard Korea K-Pop Hot 100 | 2                 |

| Год  |      | Награда                     | Результат |
| ---- | ---- | --------------------------- | --------- |
| 2013 | 2NE1 | Песня лета 2013 от MTV Iggy | Победа    |

| Страна | Дата        | Лейбл            | Формат               |
| ------ | ----------- | ---------------- | -------------------- |
| Мир    | 8 июля 2013 | YG Entertainment | цифровая дистрибуция |